# Пруд на Обводном канале
Пруд на Обводном канале — пруд в Октябрьском округе города Архангельска. Находится между Окружным шоссе, проспектом Обводный Канал, проездом Сибиряковцев и улицей Тыко Вылки, возле Архангельского клинического онкологического диспансера.

## Флора и фауна
В озере водится карась. По берегам гнездятся утки.

## Галерея

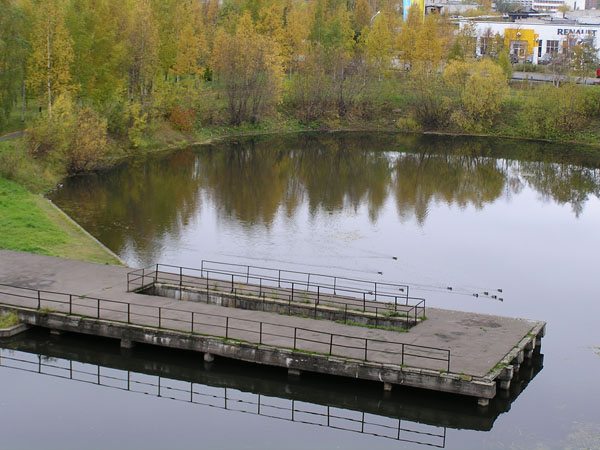
Смотровая площадка
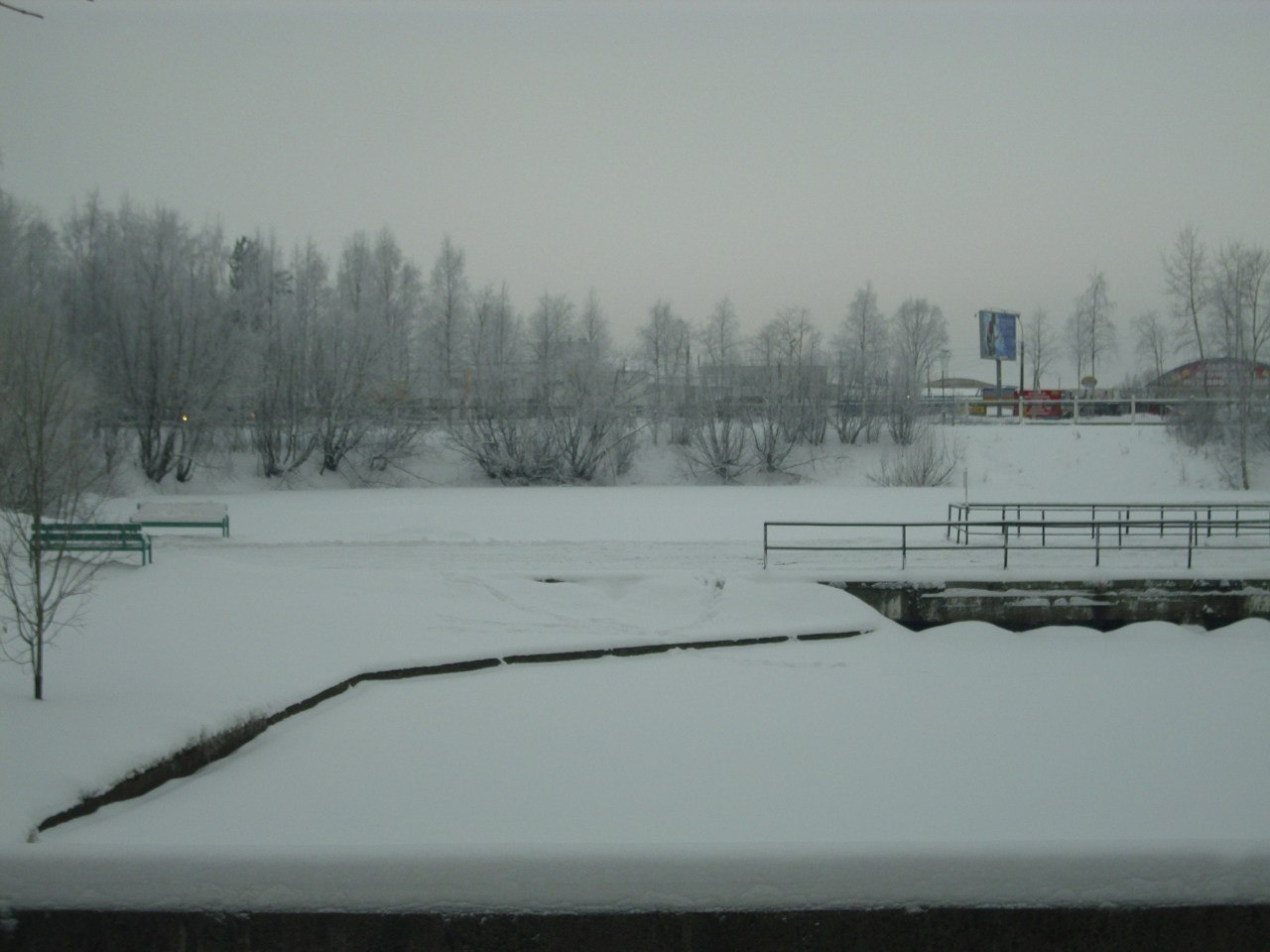
Пруд в декабре